# Parti conservateur (Norvège)
Pour les articles homonymes, voir Parti conservateur.
Le Parti conservateur (en norvégien : Høyre, littéralement « Droite ») est un parti politique norvégien, d'orientation libérale-conservatrice. Fondé en 1884, il est membre associé du Parti populaire européen (PPE). Il est le principal parti de centre droit norvégien et le premier parti de gouvernement. La présidente du parti est Erna Solberg depuis 2004, également Première ministre de Norvège de 2013 à 2021.
Lors des élections législatives de 2013, les électeurs mettent fin à huit ans de domination du Parti travailliste. Une coalition du Parti conservateur et du Parti du progrès (FrP) prend le pouvoir en promettant de réductions d'impôts, des services publics plus efficaces et des règles plus strictes en matière d'immigration, avec l'appui du Parti libéral et du Parti démocrate-chrétien. Après avoir remporté les élections, Solberg déclare que sa victoire constitue « une victoire électorale historique pour le bloc électoral de droite ». Le parti prône le libéralisme économique, la réduction des taxes et se définit comme un « parti conservateur du progrès ». Il est historiquement le parti le plus en faveur de l'Union européenne (UE) en Norvège, en faisant campagne en faveur de l'adhésion à l'UE pendant les campagnes référendaires de 1972 et 1994. Le parti soutient généralement la semi-privatisation grâce à des services privés financés par l'État et des mesures plus strictes pour maintenir l'ordre.
Le Parti conservateur est le deuxième plus ancien parti politique en Norvège après le Parti libéral. Dans l'ère de l'entre-deux-guerres, l'un des principaux objectifs du parti est de parvenir à une alliance de centre droit contre le mouvement prolétarien. Dans la période de l'après-guerre, le parti participe à cinq gouvernements : deux pendant les années 1960 (gouvernements de John Lyng et du centriste Per Borten), un dans les années 1980, le parti dirigeant à cette époque le gouvernement minoritaire de Kåre Willoch, ainsi que par la suite, deux gouvernements de coalition (second gouvernement de Willoch et gouvernement de Jan Peder Syse). Le parti revient aux affaires sous le chrétien-démocrate Kjell Magne Bondevik en 2001, avant de devenir le premier parti de coalition sous Erna Solberg en 2013.

## Histoire
Le Parti conservateur norvégien (« Høyre ») a été fondé en 1884 après la mise en œuvre du parlementarisme en Norvège. Le juriste Emil Stang a été élu premier président du parti. Stang a mis l'accent sur les principes fondamentaux de Høyre. Le groupe devait être un parti social, militant en faveur de réformes, dans le cadre constitutionnel et de la démocratie parlementaire. Les scores électoraux de Høyre ont varié. En 1981, Høyre a obtenu 31,7 %. C’était le meilleur résultat pour le parti depuis 1924. Le score électoral du parti en 1993 était de 17 %. Aux élections législatives de 1997 le parti a obtenu son pire score depuis 1945, avec seulement 14,3 % des voix. Høyre a depuis lors vu une augmentation du soutien populaire et a obtenu 21,3 % lors des élections locales de 1999 et 21,2 % lors des élections législatives de 2001.
Au fil des ans, Høyre a soutenu une politique qui vise à stimuler la croissance afin d’éviter le chômage et augmenter la force économique pour résoudre les divers problèmes de la société norvégienne.

### Début des années 1900
Au début du XXe siècle, Høyre a pris l’initiative de construire un réseau de communications moderne en Norvège. Après les dégâts causés par la Première Guerre mondiale, il était important pour Høyre travailler à la reconstruction du pays. En ce qui concerne la politique économique, Høyre a voté en 1923 la création du fonds de retraite norvégien. Høyre était le principal parti d'opposition en Norvège pendant l'après-guerre. Høyre s'est battu contre le Parti travailliste car ce dernier était en faveur de l’interventionnisme d'état dans l'économie. À l'inverse, Høyre voulait réduire le contrôle de l'état sur l'économie, encourageant le secteur privé.
Høyre a participé activement à l'édification du modèle scandinave d'équité sociale. Il a, à plusieurs reprises, pris des initiatives pour corriger les injustices dans les règlements de sécurité sociale. En outre, Høyre a préconisé que l’activité de l’État doit se concentrer sur ses problèmes fondamentaux et leurs solutions.

### Années d'après-guerre
Pendant les années d'après-guerre, Høyre a consolidé sa position en tant que parti national grâce à ces branches locales aux quatre coins de la Norvège. La coopération entre partis non-socialistes (c'est-à-dire les partis à droite du Parti travailliste, partis dits « bourgeois ») a toujours été un des principaux objectifs de Høyre, pour présenter une alternative crédible au socialisme. Høyre a conduit plusieurs gouvernements de coalition. Le parti démocrate chrétien était l’un des partenaires de coalition de Høyre de 1983-1986 et de 1989-1990.
Aux élections législatives de 1993, il était impossible pour Høyre de présenter une alternative crédible de gouvernement non-socialiste parce que les partis de la précédente coalition de droite ont eu un désaccord sur l'adhésion de la Norvège à l'Union Européenne. Høyres avait fait campagne en faveur de l'adhésion, alors que les chrétiens-démocrates et le Parti libéral ont fait campagne fortement contre l’adhésion de la Norvège à l'Union européenne.
Avant les élections législatives de 1997, les travaillistes avaient indiqué qu'ils ne gouverneraient pas s'ils réalisaient un score de 36,9 % des voix au moins. Ayant recueilli 35 %, ils laissent le « bloc bourgeois » gouverner. Le Parti du centre, le Parti libéral et le Parti populaire chrétien ont ainsi formé un gouvernement minoritaire avec le soutien sans participation du Parti conservateur.

### Aujourd'hui
Lors des élections législatives de septembre 2001, Høyre a obtenu 21,2 % des suffrages. Après une série de discussions et de concertation, Høyre réussit une fois de plus à participer à un gouvernement de coalition, cette fois avec le Parti démocrate chrétien (KrF) et le Parti libéral (V). Le pourcentage total obtenu pour ces trois partis à la dernière élection générale était de 37,5 %. Høyre, étant le plus grand parti dans la coalition gouvernementale, grâce à ses 38 parlementaire au Storting, prend la direction de 10 des 19 ministères du gouvernement. Les trois principales priorités de Høyre pendant cette période sont l'amélioration de la qualité du système éducatif public, la baisse des impôts et l'amélioration des services publics en général.
Lors des élections législatives de septembre 2005, il réalise le plus faible score de son histoire avec seulement 14,1 % des suffrages exprimés, passant derrière le Parti du progrès (FrP). Il entame une remontée lors du scrutin parlementaire de septembre 2009, où il obtient 17,2 % des voix.
Finalement, lors des législatives de septembre 2013, il retrouve son rang de deuxième force du pays, derrière le Parti travailliste norvégien (AP), avec un résultat en forte hausse, 26,8 % des voix.
En septembre 2023, le Parti conservateur est soumis à une pression intense à la suite de la révélation que le mari d'Erna Solberg a procédé à des opérations financières relevant possiblement du délit d'initié alors qu'elle était Première ministre.

## Idéologie
Høyre est un parti classé à droite sur l'échiquier politique norvégien. Issu du conservatisme, il défend également des thèses libérales et fait partie des formations favorables à l'adhésion de la Norvège à l'Union européenne.
Høyre est considéré comme un parti réformiste, suivant sa tradition politique modérément conservatrice, adhérant à la pensée d’Edmund Burke. Le parti s’engage à défendre les politiques économiques libérales de marché libre, ainsi que les réductions d'impôts, avec relativement peu d'interventionnisme d'état dans l'économie. Il soutient, toutefois, le maintien de l'État-providence norvégien.
Le parti est aussi le seul dans le Storting qui propose une réduction des dépenses publiques. Le parti est souvent associé à la bourgeoisie et a été historiquement attaqué par la gauche pour avoir défendu les franges les plus riches de la société.
Socialement, le Parti conservateur a des prises de positions assez libérales, le parti a voté en 2008 une loi qui ouvre le droit au mariage aux couples de mêmes sexe, ainsi que le droit à l'adoption aux couples gais et lesbiens.
Il est également en faveur de l’adhésion de la Norvège à l'Union européenne, bien qu’affirmant que ce n’est pas une priorité, ni réaliste à court terme, comme les Norvégiens ont rejeté l’adhésion aux deux référendums et les sondages d’opinion montrent que deux-tiers des Norvégiens s’opposent à l’adhésion.

### Plateforme politique
La plate-forme politique du Parti conservateur souligne entre autres les questions suivantes :
- Assurer des conditions et un cadre stable et favorable pour les entreprises
- Soutenir les innovations dans les entreprises
- Moins de taxes et de frais pour les entreprises
- Une augmentation des investissements dans les transports
- Une augmentation des investissements dans la recherche
- Mettre davantage l’accent sur la connaissance et l’apprentissage à l’école
- Une défense solide et efficace
- La mise en application efficace de la Loi et de l’ordre
- Accroître l’engagement en faveur de la qualité et de la compétence dans les services publics de soins
- Réduire les interventions du gouvernement dans la vie et le travail des entreprises privées
- Promouvoir le respect, l'ouverture et la tolérance en Norvège
- Protéger le climat et l'environnement
- Définir les limites des politiques et de définir comme priorité les tâches essentielles auquel l'état doit faire face

## Nombre d'adhérents
Le parti compte 37 033 adhérents à jour de cotisation en 2012. Le comité central du Parti conservateur se réunit sept fois par an pour discuter de questions importantes telles que le travail organisationnel, les programmes, le budget, les résultats électoraux, les enquêtes d'opinion, ainsi que la ligne politique du parti.

## Listes des présidents du parti

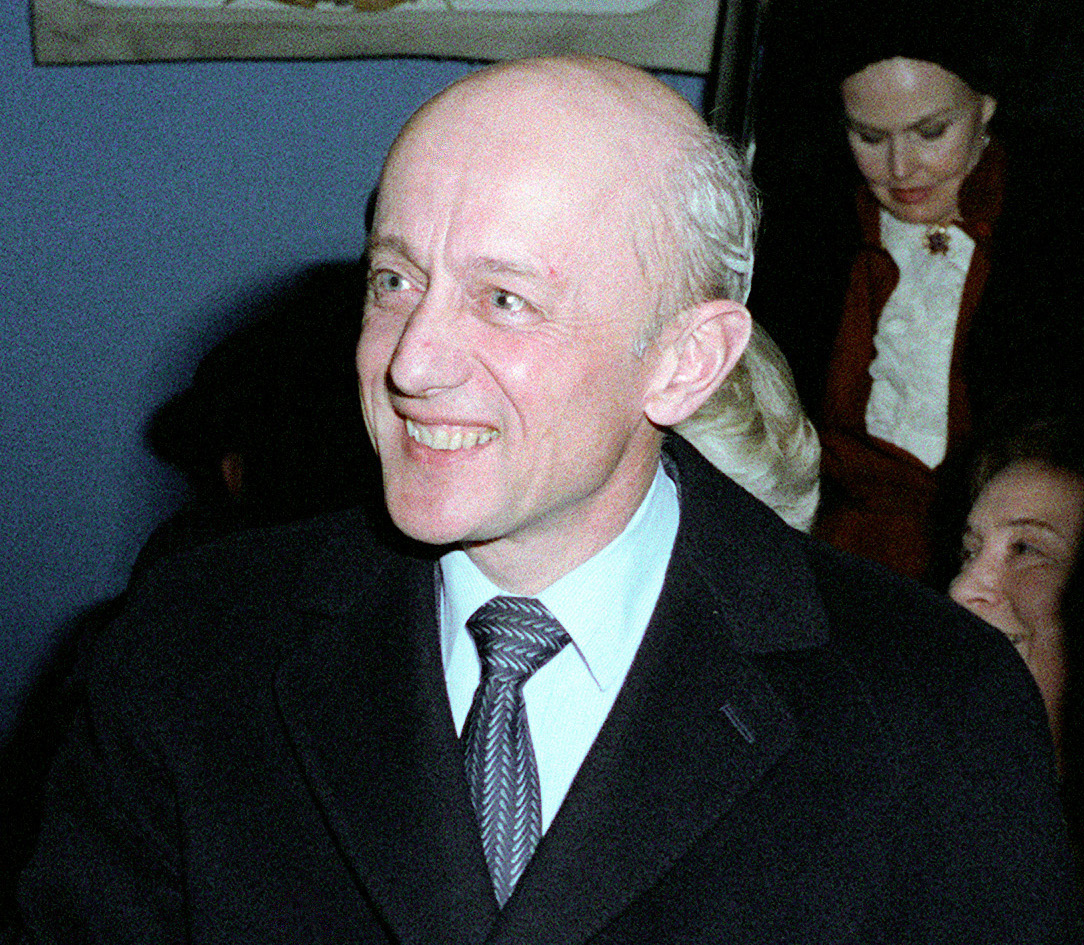
Kåre Willoch, Premier ministre de Norvège de 1981 à 1986.

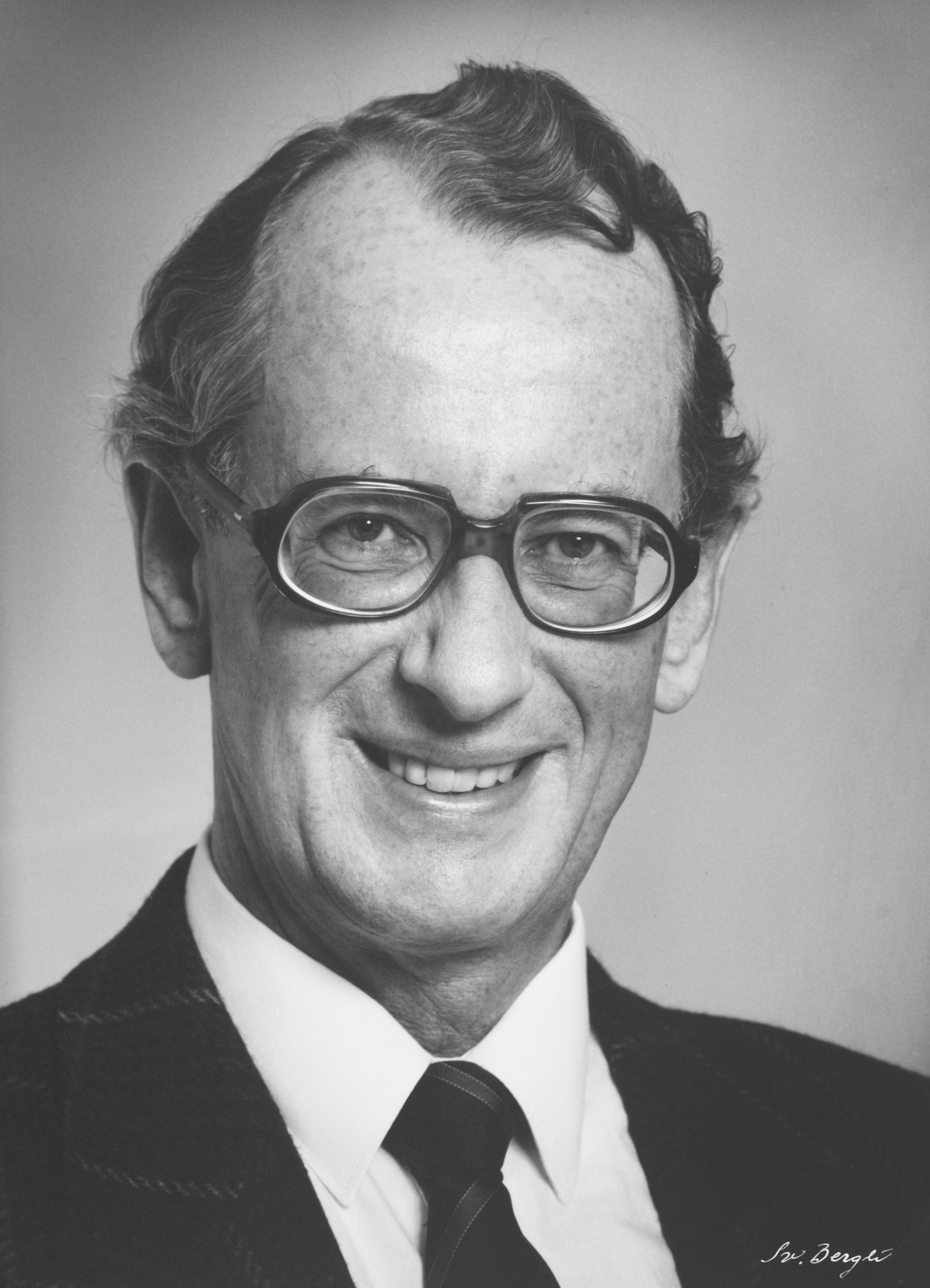
Jan Peder Syse, Premier ministre de Norvège de 1989 à 1990.

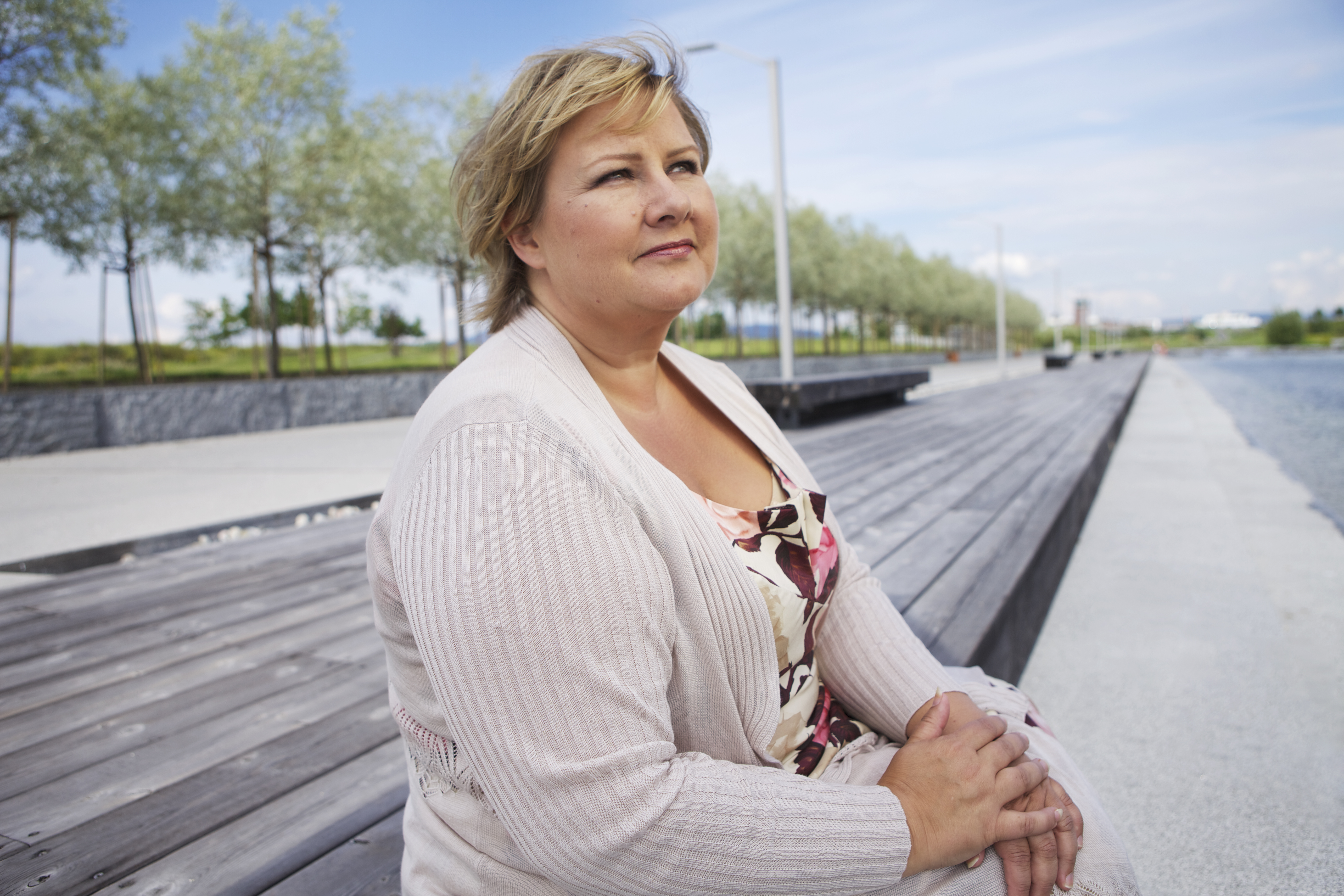
Erna Solberg, Première ministre de Norvège depuis 2013.

La présidence du parti est adjointe de deux vice-présidents, actuellement Jan Tore Sanner et Tina Bru.
- Emil Stang, 1884-1889
- Christian Homann Schweigaard, 1889-1891
- Emil Stang, 1891-1893
- Christian Homann Schweigaard, 1893-1896
- Emil Stang, 1896-1899
- Francis Hagerup, 1899-1902
- Ole Larsen Skattebøl, 1902-1905
- Edm. Harbitz, 1905-1907
- Fredrik Stang, 1907-1911
- Jens Bratlie, 1911-1919
- Otto Bahr Halvorsen, 1919-1923
- Ivar Lykke, 1923-1926
- Carl Joachim Hambro, 1926-1934
- Johan H. Andresen, 1934-1937
- Ole Ludvig Bærøe, 1937-1940
- Arthur Nordlie, 1945-1950
- Carl Joachim Hambro, 1950-1954
- Alv Kjøs, 1954-1962
- Sjur Lindebrække, 1962-1970
- Kåre Willoch, 1970-1974
- Erling Norvik, 1974-1980
- Jo Benkow, 1980-1984
- Erling Norvik, 1984-1986
- Rolf Presthus, 1986-1988
- Kaci Kullmann Five, 1988
- Jan Peder Syse, 1988-1991
- Kaci Kullmann Five, 1991-1994
- Jan Petersen, 1994-2004
- Erna Solberg, depuis 2004

## Résultats électoraux

### Élections législatives

Répartition des sièges au parlement norvégien après les élections de 2013.

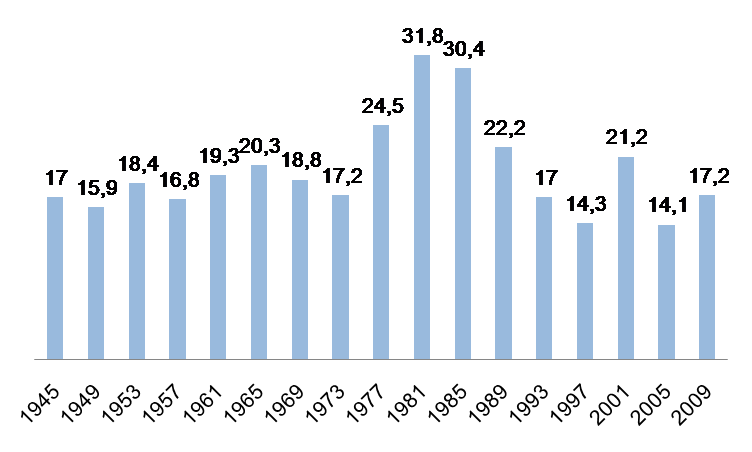
Score électoraux de Høyres de 1945 à 2009.

| Date | Suffrages | Suffrages | Sièges   |
| Date | Voix      | %         | Sièges   |
| ---- | --------- | --------- | -------- |
| 1906 | 88 323    | 32,8      | 35 / 123 |
| 1909 | 175 388   | 41,5      | 64 / 123 |
| 1912 | 162 074   | 33,2      | 24 / 123 |
| 1915 | 179 028   | 29,0      | 21 / 123 |
| 1918 | 201 325   | 30,4      | 49 / 126 |
| 1921 | 301 372   | 33,3      | 57 / 150 |
| 1924 | 316 846   | 32,5      | 54 / 150 |
| 1927 | 240 091   | 24,0      | 31 / 150 |
| 1930 | 327 731   | 27,4      | 44 / 150 |
| 1933 | 252 506   | 20,2      | 30 / 150 |
| 1936 | 310 324   | 21,3      | 36 / 150 |
| 1945 | 252 608   | 17,3      | 25 / 150 |
| 1949 | 279 790   | 18,3      | 23 / 150 |
| 1953 | 327 971   | 18,6      | 27 / 150 |
| 1957 | 301 395   | 18,9      | 29 / 150 |
| 1961 | 354 369   | 20,0      | 29 / 150 |
| 1965 | 415 612   | 21,1      | 31 / 150 |
| 1969 | 406 209   | 19,6      | 29 / 150 |
| 1973 | 370 370   | 17,4      | 29 / 155 |
| 1977 | 563 783   | 24,8      | 41 / 155 |
| 1981 | 780 372   | 31,7      | 53 / 155 |
| 1985 | 791 537   | 30,4      | 50 / 157 |
| 1989 | 588 682   | 22,2      | 37 / 165 |
| 1993 | 419 373   | 17,0      | 28 / 165 |
| 1997 | 370 441   | 14,3      | 23 / 165 |
| 2001 | 534 852   | 21,2      | 38 / 165 |
| 2005 | 372 008   | 14,1      | 23 / 169 |
| 2009 | 462 465   | 17,2      | 30 / 169 |
| 2013 | 760 232   | 26,8      | 48 / 169 |
| 2017 | 732 897   | 25,0      | 45 / 169 |
| 2021 | 607 316   | 20,4      | 36 / 169 |

### Élections locales
| Année | Résultat électoral | Voix    |
| ----- | ------------------ | ------- |
| 1928  | 14,2 %             |         |
| 1931  | 16,3 %             |         |
| 1934  | 12,1 %             |         |
| 1937  | 14,3 %             |         |
| 1945  | 9,7 %              |         |
| 1947  | 13,9 %             |         |
| 1951  | 15,2 %             |         |
| 1955  | 16,7 %             |         |
| 1959  | 18,6 %             |         |
| 1963  | 19,8 %             |         |
| 1967  | 19,3 %             |         |
| 1971  | 17,9 %             |         |
| 1975  | 21,8 %             |         |
| 1979  | 29,2 %             |         |
| 1983  | 25,9 %             |         |
| 1987  | 23,3 %             |         |
| 1991  | 21,5 %             |         |
| 1995  | 20,2 %             |         |
| 1999  | 21,4 %             |         |
| 2003  | 18,1 %             |         |
| 2007  | 19,3 %             |         |
| 2011  | 28,0 %             |         |
| 2015  | 23,2 %             |         |
| 2019  | 20,2 %             | 532 299 |

### Élections de comtés
| Année | Résultat | Voix    | Sièges    | +/- |
| ----- | -------- | ------- | --------- | --- |
| 1975  | 22,6 %   |         |           |     |
| 1979  | 29,9 %   |         |           |     |
| 1983  | 26,4 %   |         |           |     |
| 1987  | 23,7 %   |         |           |     |
| 1991  | 21,9 %   |         |           |     |
| 1995  | 19,9 %   |         |           |     |
| 1999  | 21,3 %   |         |           |     |
| 2003  | 17,8 %   |         |           |     |
| 2007  | 18,8 %   |         |           |     |
| 2011  | 27,6 %   |         |           |     |
| 2015  | 23,4 %   |         |           |     |
| 2019  | 20,3 %   | 507 313 | 122 / 633 |     |

## Répartition géographique du soutien

Carte montrant les scores électoraux de Høyres selon les régions.

Le Parti conservateur a toujours été plus fort dans le sud-ouest de la Norvège et dans la grande région d'Oslo. Høyre est actuellement au pouvoir dans les quatre plus grandes villes de Norvège : Oslo, Bergen, Stavanger et Kristiansand. Aussi, c'est le parti le plus important de ces quatre villes. Plus de la moitié des Norvégiens vivent dans des villes dirigées par Høyre.